# Дедісперулі
Дедісперулі (груз. დედისფერული) — село в Грузії.
За даними перепису населення 2014 року в селі проживає 31 особа.